# Альберто Гільєн
Альберто Гільєн Паредес (ісп. Alberto Guillén Paredes) (Арекіпа, 20 січня 1897 — Моллендо, 20 жовтня 1935) — перуанський поет. Разом з Альберто Ідальго був найбільш представницьким ареквіонським поетом початку ХХ століття, письменником незвичайного таланту і великої плодючості. Тяжка хвороба рано вкоротила йому віку. Проте він зумів проробити важливу працю.

## Біографія
Його батьками були Мануель М. Ґільен Амат і Зоїла Вікторія Паредес. Навчався в Національному коледжі американської незалежності у своєму рідному місті (1909–1912). Переїхав до Пуно, закінчив середню школу в Національній школі Сан-Карлос.

Повернувшись в Арекіпу, вивчав літературу і право в Національному університеті Сан-Агустін. У 1917 отримав нагороду в поетичному конкурсі, що пропагувався газетою El Heraldo, яка заохочувала до співпраці ранніх поетів. У 1918 випустив свою першу книгу віршів «Прометей». У своїх поетичних пробах пера він, безсумнівно, хотів наслідувати Альберто Ідальго, його сучасника, і, ймовірно, йти слідами Авраама Вальделомара, «модного поета» того часу. 
|  | Фізично він був менш ніж середнього росту, широкі плечі, великій ніс, легка посмішка, рясне волосся, насмішливі очі за непотрібним пенсне. |

 У 1920 році переїхав до Ліми з учасниками першого з'їзду студентського конгресу в Куско. За словами Луїса Альберто Санчеса, «він прийшов рішуче завоювати столицю». Часто відвідував редакції та Палац уряду. Під егідою президента Августо Б. Легіа отримав стипендію в Іспанії. Там він опублікував книгу під назвою La lantern de Diógenes (Мадрид, 1922), побудовану на основі інтерв'ю з перуанськими та іспанськими письменниками, які жили тоді в іспанській столиці. Через пікантний стиль ця робота дала йому велику популярність в іспаномовних літературних ЗМІ.
Повернувшись до Перу, він отримав першу премію в університетських квіткових іграх (1923). Згодом знову виїхав за кордон з місією пропаганди до своєї країни. Пройшов через Мексику і Кубу (1924), але пройнятий ностальгією повернувся до Ліми. Його остаточне поетичне посвячення в латиноамериканській літературі відбулося завдяки його «Оді до Болівара», з якою він виграв континентальний конкурс, пропагувавши в знак пам'яті столітню історію битви при Аякучо.
У 1926 році пішов на домашній спокій, але незабаром після того поїхав до Куско і Пуно. У 1929 знову почав їздити закордон. Був призначений секретарем легації в Ріо-де-Жанейро, в Бразилії. Але на цій посаді був недовго, тому що наступного року відбулося падіння президента Леґії (1930).
В тому ж році поїхав до Чилі і жив протягом короткого часу в Сантьяго. У 1932 повернувся до Перу, де помер через тяжку хворобу.

## Твори

### Поеми
- Prometeo (1917).
- Deucalión (1920 y 1921).
- La imitación de nuestro señor Yo (1921).
- Laureles (1925), poesías eglógicas.
- Epigramas (1929).
- Cancionero (1935), escritos poco antes de la muerte del poeta, y en el que son de destacar las poesías de corte moralista.

### Інші роботи
- La linterna de Diógenes (1920), reportajes irreverentes a escritores peruanos y españoles.
- El libro de las parábolas (1921), reunión de aforismos y versos breves, inspirados en las greguerías de Ramón Gómez de la Serna y los haikais japoneses.
- Corazón infante (1923), novela corta.
- Leyenda patria (1935), apologías en torno a tres momentos críticos de la historia peruana.

Також написав дві антології перуанських і американських поетів.

## Критика
|  | Альберто Гільєн успадкував від покоління "Колоніди" дух іконоборців і егоманів. Екстремальний у своїй поезії, параноїдально підносив себе. Але, в гармонії з новим станом розуму, що вже зріс, його поезія мала мужній акцент. Незвичайний для отрут міста, Гільєн побіг з сільським почуттям, через дороги землеробства. Хворий індивідуалізмом і ніцшеанством, він відчував себе надлюдиною. — Хосе Карлос Маріатеґі |

|  | Його світло було мерехтінням, слава теж швидкоплинною. Він не приніс до перуанської лірики нових елементів, окрім того, що підкреслював егоїстичне хамство і поширював з великою наполегливістю "навмисний прозаїзм". На задньому плані Гільєн ніколи не переставав бути провінційним і селянським. Всі його десятирічні зусилля (1919-1929 рр.) полягали в появі космополітичного і безтурботного. Незважаючи на шум, який він пропагував у житті, по його смерті його ім'я згасло, як блиск зірки. — Луїс Альберто Санчес |